# Dragmacidon decipiens
Dragmacidon decipiens är en svampdjursart som först beskrevs av Wiedenmayer 1989.  Dragmacidon decipiens ingår i släktet Dragmacidon och familjen Axinellidae.
Artens utbredningsområde är Bassundet. Inga underarter finns listade i Catalogue of Life.